# Imaginário Social Moderno
O imaginário social moderno de Charles Taylor é uma categoria estudada no âmbito das teorias sobre as sociedades contemporâneas, que apresenta múltiplos sentidos a partir de três formas culturais basilares: a economia, a esfera pública e a soberania popular, considerando, nesse sentindo, a trajetória, cada uma a seu modo, da Revolução Francesa e da Revolução Americana.
Demonstra que a modernidade caracteriza-se por conflitos e tensões que se interpenetram, formatando o “homem moderno", cujo contexto vivido por ele cria territórios, onde se apresentam múltiplas escolhas para a construção de caminhos que lhe sejam próprios, uma vez que são as nossas práticas no mundo que criam nossos quereres e crenças. 
Charles Taylor, em sua obra Imaginários socias modernos (“Modern Social Imaginaries”), analisa a história da formação do imaginário social moderno a partir das novas práticas inauguradas no final do século XVIII.